# 19002 Тункесюе
19002 Тункесюе (19002 Tongkexue) — астероїд головного поясу, відкритий 1 вересня 2000 року.
Тіссеранів параметр щодо Юпітера — 3,507.